# Bloc uni du travail
Le Bloc uni du travail (en bulgare Обединен блок на труда ou ОБТ) est un parti politique bulgare de gauche, se réclamant de la tendance social-démocrate.

## Histoire
Le Bloc uni du travail a été fondé, en mai 1997, par l'ancien dirigeant syndical, le professeur Krastio Pétkov. Ce dernier avait été le fondateur et président (1990-1997) de la Confédération des syndicats indépendants de Bulgarie. Dès le début, le parti se définit comme étant de tendance social-démocrate.
Le 31 octobre 1998, le Bloc uni du travail s'est allié au Parti social-démocrate bulgare pour former l'Union "Social-démocratie".
Début 2001, le BUT est entré dans la Coalition pour la Bulgarie, composée d'une quinzaine de formations politiques, dont le Parti socialiste bulgare.
En 2005, le Bloc uni du travail a participé à la Coalition de la rose.

## Organisation
En 2011, le Bloc uni du travail dispose de 120 structures locales, de 4800 adhérents réels et d'environ 3000 membres "associés" (dont 4 étrangers).

### Présidents du parti
- 1997-20.. Krastio Pétkov